# Christophe Godin
 (novembre 2022).
Si vous disposez d'ouvrages ou d'articles de référence ou si vous connaissez des sites web de qualité traitant du thème abordé ici, merci de compléter l'article en donnant les références utiles à sa vérifiabilité et en les liant à la section « Notes et références ».
Pour les articles homonymes, voir Godin.
Christophe Godin est un guitariste de rock, metal et jazz fusion français.

## Biographie
Christophe Godin est un guitariste français né en 1968 dont la carrière a commencé au milieu des années 1990.
Après s'être fait une réputation au niveau local, il se fait repérer par Temple, groupe de renommée nationale avec lequel il enregistre l'album éponyme (Temple / Krystaline-1995). Il tournera dans la France entière durant 2 années avant de partir créer son propre groupe, Future Primitive.
En 1996, il participe à la compilation Guitare Attitudes – Rock Influences (XIII Bis) montée par Thibault Abrial (qui a travaillé avec Johnny Hallyday). Un concert au Bataclan permet à Christophe d'être repéré par Lol, guitariste compositeur et chef d'orchestre sur le plateau de Nulle Part Ailleurs (Canal +) qui l'invitera régulièrement à participer à cette émission très populaire à l'époque.
Le magazine Guitar & Bass propose au même moment à Christophe sa première colonne pédagogique.
Christophe Godin monte Mörglbl (qui s'appelle encore The Mörglbl Trio) en 1997 avec Ivan Rougny (basse) et Jean-Pierre Frelezeau (batterie). Le groupe enregistre Ze Mörglbl Trio en 1998 et Bienvenue à Mörglbl Land en 1999, et tourne sans relâche dans tout l'hexagone.
Jouissant d'une belle notoriété nationale, Christophe est approché par le fabricant de guitares Vigier et la compagnie anglaise Laney, du nom des célèbres amplis. Ces deux rencontres marqueront un véritable tournant dans la carrière de Christophe qui deviendra ambassadeur européen puis mondial pour deux marques.
En 2000, après 4 années, Mörglbl met fin à ses activités après l'arrivée de Pierre-Yves Desvignes en lieu et place de Jean-Pierre, et Christophe Godin part monter le groupe Gnô avec Peter Puke (alias Julien Rousset, batterie) et Gaby Vegh (basse). En 2001, ils réalisent Trash Deluxe (Janvier Records) qui reçoit un accueil unanime de la presse spécialisée et du public métal français. Le projet tourne court après la cessation d'activité du label et se sépare en 2003.
Christophe enregistre son premier album solo, Christophe Godin's Metal Kartoon (Why Note/2005) tourne partout en Europe avec ce projet et développe alors le concept des Kartoon Guitar Clinics. Il devient un intervenant pédagogique très demandé dans le monde entier, et collabore avec de nombreux magazines (Guitare Extreme, Guitar Part, dans lequel il intervient mensuellement encore aujourd'hui, UK Guitarist, Guitar Techniques).
Parallèlement, Christophe partage la scène dans le monde entier avec de prestigieux guitaristes et amis tels que Ron Bumblefoot Thal (Guns & Roses), Mattias IA Eklundh (Freak Kitchen), Kiko Loureiro (Angra), Guthrie Govan (The Aristocrats), Patrick Rondat, etc.
Mörglbl revient sur le devant de la scène en 2006 et sort Grötesk (Laser's Edge 2007), et signe avec le label américain Laser's Edge. Cette signature coïncide avec la mise en place de Blue Mouth Promotions qui ouvrira au groupe le marché américain, et lui permettra de tourner régulièrement aux États-Unis.
Entre-temps, Christophe enregistre un album, 2G, et tourne avec le guitariste Pierrejean Gaucher.
En 2008, Laser's Edge rééditera les deux premiers albums de Mörglbl sous l'appellation Toon Tunes from the Past (Laser's Edge), et le groupe tournera 7 semaines aux États-Unis, et dans toute l'Europe. Christophe est élu 5e meilleur guitariste international par le magazine Guitar Part. Dès 2009, Christophe multiplie les collaborations et tourne dans le monde entier avec plus de 150 concerts et masterclasses. Gnô se reforme alors, et Christophe voit son agenda se remplir avec la sortie du 4e album de Mörglbl intitulé Jazz for the Deaf (Laser's Edge) et une nouvelle tournée US de plus de 4 semaines.
En 2010, ce sont plus de 180 concerts dans le monde entier avec Gnô, Mörglbl, les Kartoon Guitar Clinics, et en duo Olivier-Roman Garcia (guitare).
En 2011, Gnô sort son second album Cannibal Tango (Laser's Edge), et tourne intensément.
Christophe collabore sur la production de Roland  Auzet, Mille Orphelins avec l'Orchestre Philharmonique et la Maîtrise de Radio France et l'immense acteur André Wilms.
2012 sera une année extrêmement chargée avec la sortie du 5e Mörglbl, Brütal Römance (Laser's Edge), le DVD live Live and Loud for the Deaf, déjà sorti en version américaine sous l'appellation Official Bootleg : live and loud for the deaf, et le premier album du duo acoustique avec Oliver-Roman Garcia.
En 2014, il quitte Gnô pour se consacrer davantage à Mörglbl et ses autres activités.
En 2015 sort le 6e album de Mörglbl, Tea Time for Pünks (Lasers Edge/2015) et le groupe commence à rayonner dans de nouveaux territoires avec une première tournée en Chine.
En 2016, Christophe est le premier guitariste occidental à jouer en Iran depuis des décennies[réf. nécessaire].
En 2017, Mörglbl fait sa tournée des 20 ans, et commence l'élaboration de son 7e album. Cet album nommé The Story of Scott Rötti sort le 1er février 2019.
En 2020, il monte le projet The Prize avec la chanteuse belge Maggy Luyten, Ivan Rougny et Aurélien Ouzoulias. Le groupe commence à tourner en 2021, et l'album sort en 2022.
Christophe Godin est ambassadeur des guitares électriques Vigier et des guitares acoustiques Cole Clark, des amplis Laney, des effets Zoom, des effets Palmer et des cordes Savarez.
Il est professeur à l'ETM/EMA de Genève.

## Discographie
En 1995, Christophe Godin intègre le groupe "Temple" avec lequel il sort un album éponyme. Son trio avec Ivan Rougny (basse) et Jean-Pierre Frelezeau (batterie), sort par la suite deux albums instrumentaux salués par le public exigeant des guitaristes, sous le nom de "Mörglbl Trio". En 2001, l'album de Gnô met Christophe Godin en scène dans un contexte plus axé Rock/Métal, à la fois au chant, à la guitare rythmique, et bien sûr dans les solos où il révèle un véritable talent de guitariste Rock. En 2007, le troisième album du Mörglbl sort, ainsi qu'un duo avec Pierre-Jean Gaucher (2G) et une nouvelle tournée s'amorce. Il sort en 2011 un nouvel album avec le groupe Gnô intitulé Cannibal Tango
- Temple
  - Temple (1995)
- Mörglbl
  - The Mörglbl Trio!! (1998)
  - Bienvenue à Mörglbl Land (1999)
  - Grötesk (2007)
  - Toon Tunes from the Past (Réédition des deux premiers albums - 2008)
  - Jäzz for the deaf (2009)
  - Brütal Römance (2012)
  - Tea Time for Pünks (2015)
  - The Story of Scott Rötti (2019)
- Wax'In
  - Wax'In (2016)
- Gnô
  - Trash Deluxe (2001)
  - Cannibal Tango (2011)
  - Crass Palace (2013)
- The Prize
  - The Prize (2022)
- Christophe Godin
  - Christophe Godin's Metal Kartoon (2005)[4]
- Collaborations / Duos
  - Christophe Chambert - The Family (1999)
  - Kermheat "Humanchico" sur le titre "Farhbot" sous le pseudo "Power G"
  - 2G - Pierrejean Gaucher / Christophe Godin (2007)
  - Odyssey - Poppy Street (chanson : The Fighter)   (2013)
  - Olivier-Roman Garcia & Christophe Godin (2014)
- Compilations
  - Guitare attitudes rock influences (1996)
  - Pour une Terre sans mines (1998)
  - Les guitares du cœur (2013)